# Maransin
Maransin ist eine südwestfranzösische Gemeinde mit 1.059 Einwohnern (Stand: 1. Januar 2022) im Département Gironde in der Region Nouvelle-Aquitaine. Sie gehört zum Arrondissement Libourne und zum Kanton Le Nord-Libournais. Die Einwohner werden Maransinois genannt.

## Lage
Maransin liegt etwa 35 Kilometer nordöstlich von Bordeaux. Umgeben wird Maransin von den Nachbargemeinden Lapouyade im Nordwesten und Norden, Cercoux im Norden und Nordosten, Bayas im Osten, Saint-Martin-de-Laye im Südosten, Saint-Martin-du-Bois im Süden, Saint-Ciers-d’Abzac im Südwesten sowie Tizac-de-Lapouyade im Westen.

## Bevölkerungsentwicklung
| Jahr                       | 1962 | 1968 | 1975 | 1982 | 1990 | 1999 | 2011 | 2020 |
| Einwohner                  | 814  | 748  | 670  | 753  | 818  | 869  | 1045 | 1021 |
| Quellen: Cassini und INSEE |      |      |      |      |      |      |      |      |

## Sehenswürdigkeiten

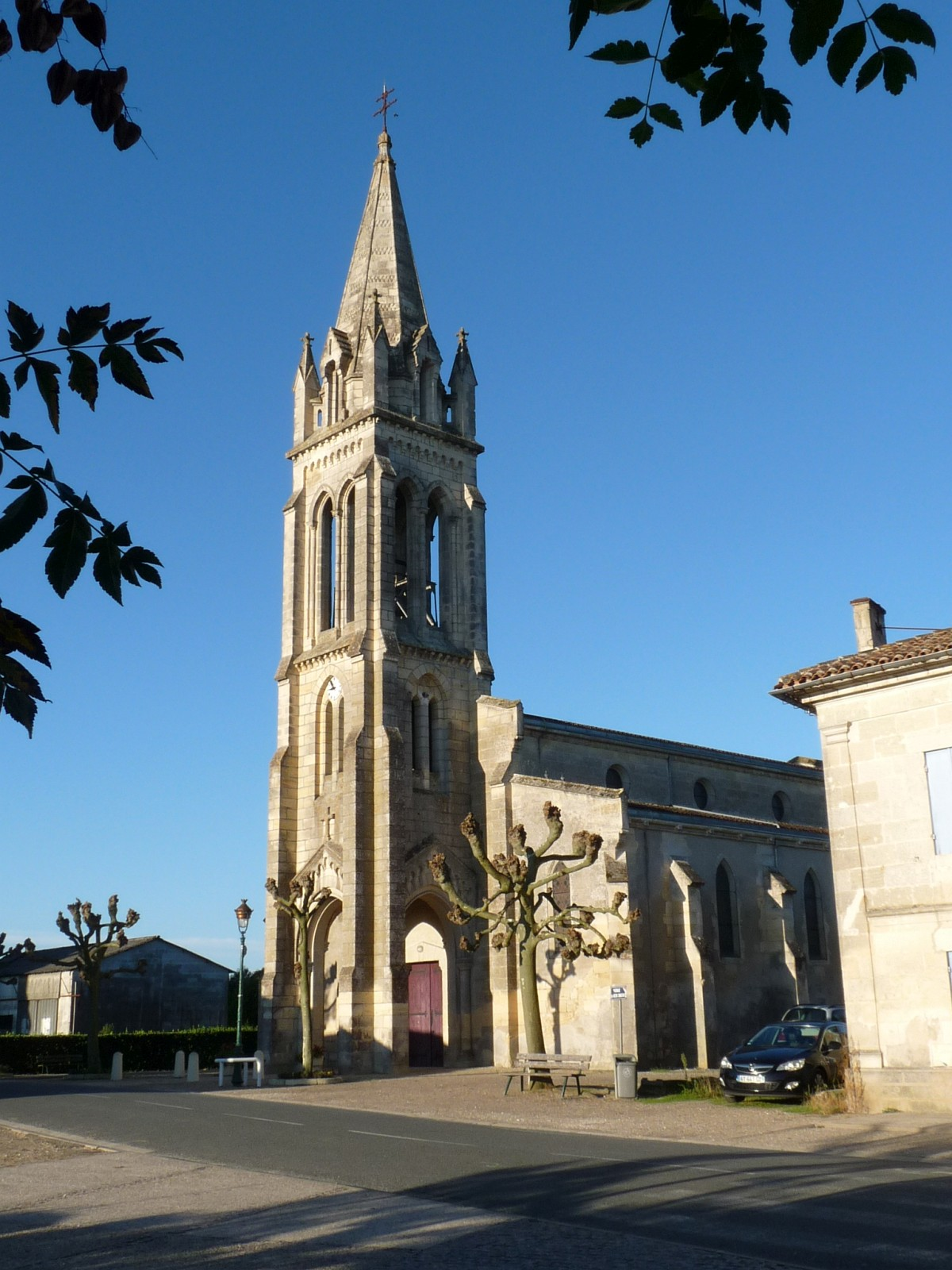
Kirche Saint-Martin
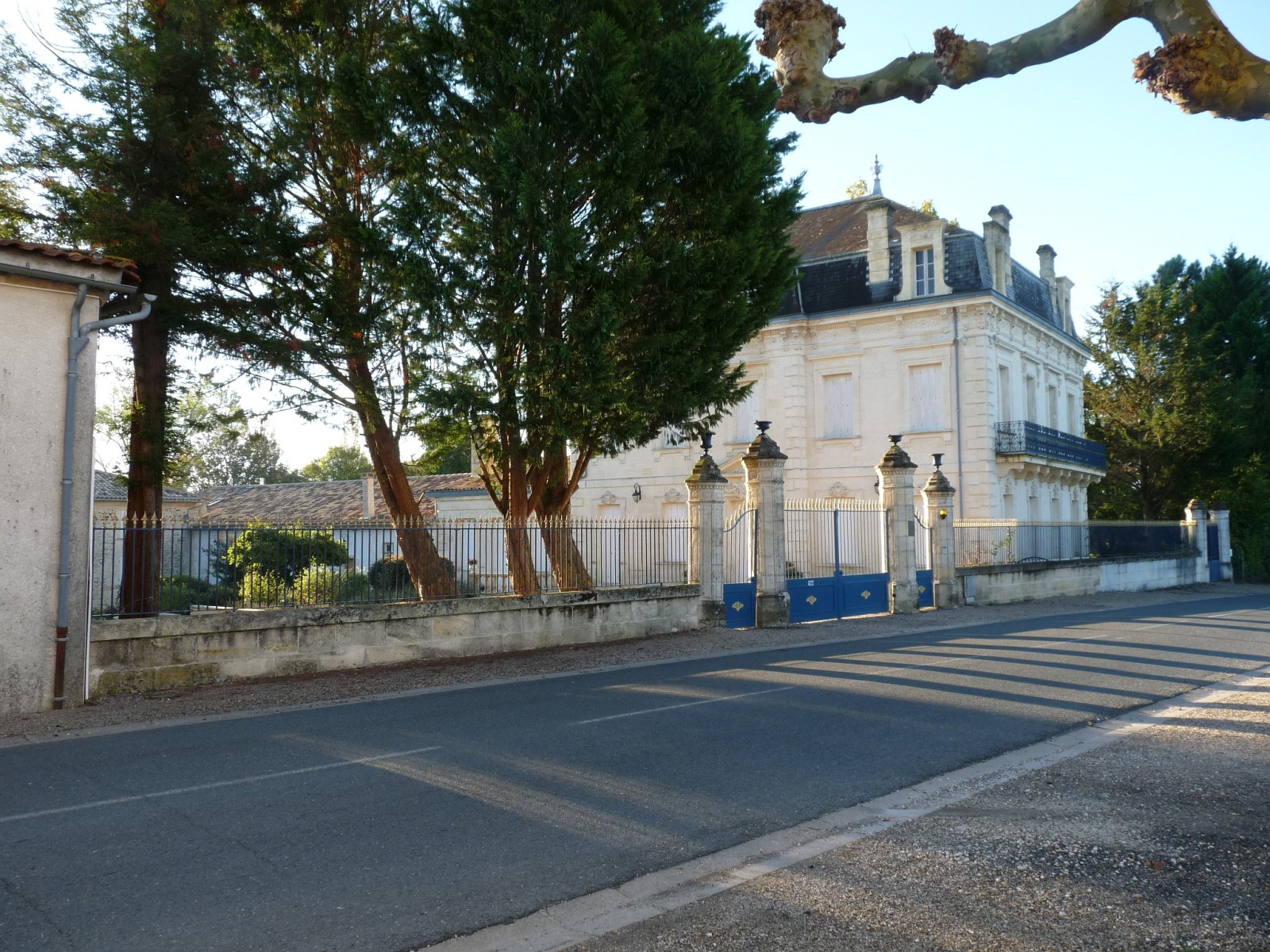
Schloss L’Écuyer
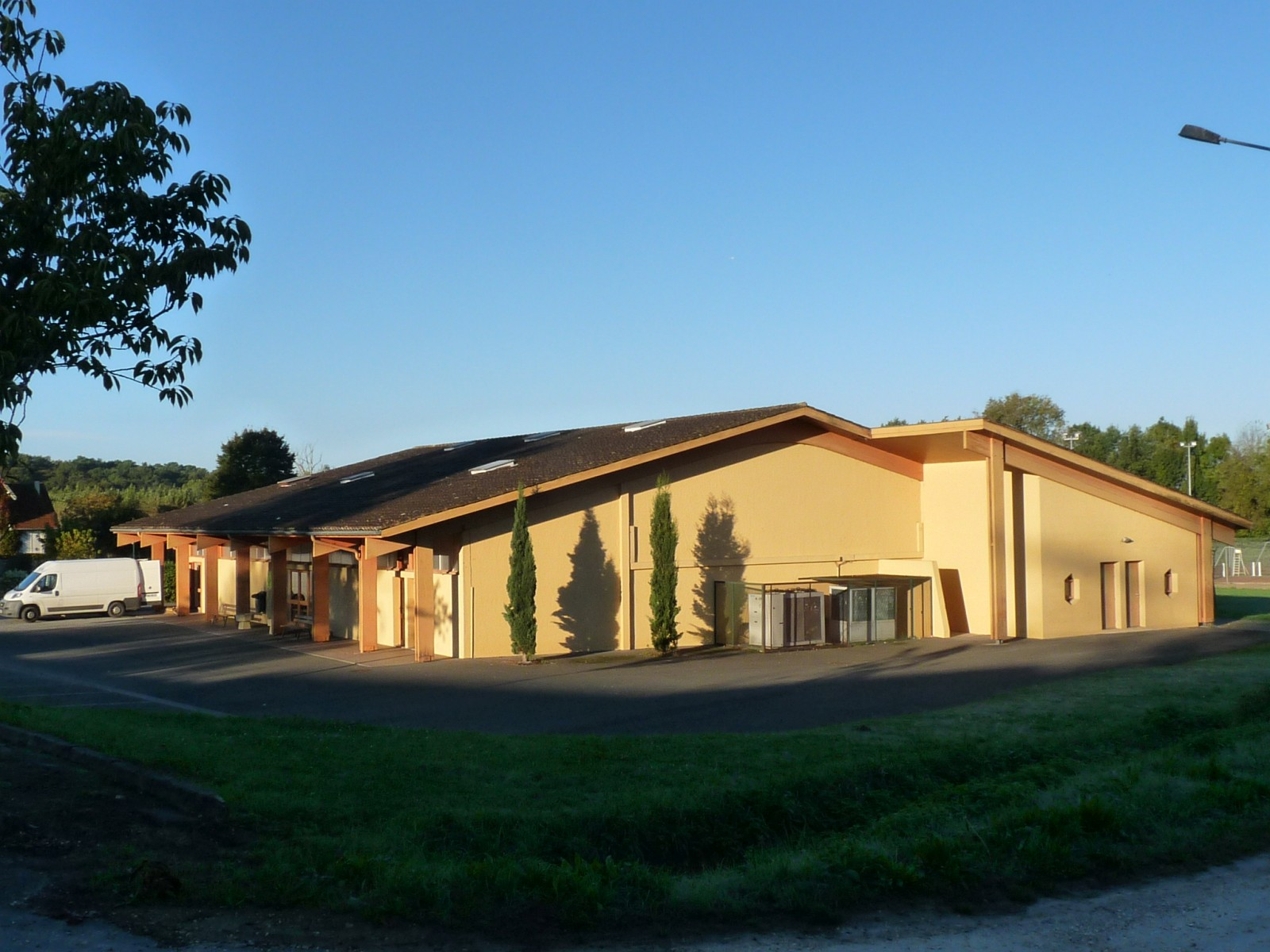
Gemeindefesthalle

- Kirche Saint-Martin
- Schloss L’Écuyer
- Gemeindefesthalle